# Зграда старе поште у Аранђеловцу
Зграда старе поште у Аранђеловцу се налази у улици Књаза Милоша бр. 72. Зграда поред историјског значаја за развој ПТТ саобраћаја има и значај као вредно градитељско наслеђе градске архитектуре 19. века. Представља непокретно културно добро као споменик културе, одлуком СО Аранђеловац, бр. 06-93/91-01 од 6. марта 1991. године.

## Архитектура
Зграда је правоугаоне основе, са високим приземљем и таванским простором. Четвороводна кровна конструкција покривена је бибер црепом, а снажно изражена групација димњака у централном делу габарита доприноси визуелном заокружењу силуете објекта. Представља класичан тип грађанске архитектуре са елементима пластике, шпалетни око прозора и врата, и са израженом пластиком рустике у сокленом делу. Отвори су симетрични и модуларно постављени на централној фасади, пет правоугаоних отвора на спрату којима одговара пет улазних таванских отвора. На бочној фасади се налази оригинални прозор са декоративном обрадом у малтеру. Спрат је од приземља одвојен узаним венцем, док је кровни венац јаче изражен. Бочне фасаде, према попречној улици и дворишту имају једноличан ритам прозора. На основу сачуваних податка да је у Аранђеловцу, 1872. године, постојала пошта, претпоставља се да је ова зграда у то време већ била завршена.